# Dmitriy Iosifovich Ivanovskiy

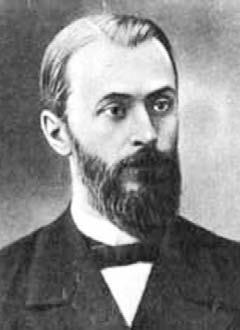
Dmitri Iosifovich Ivanovsky

Dmitri Iosifovich Ivanovsky là nhà vi khuẩn học xuất sắc người Nga. Ông sinh năm 1864 tại St Petersburg, nước Nga và mất năm 1920. Sau khi học xuất sắc ở trung học, ông được vào đại học tổng hợp St Petersburg. Năm 1887, tại vùng trồng cây thuốc lá ở Krym và Moldova, xảy ra một loại bệnh trên lá cây gọi là bệnh khảm, đe dọa nghiêm trọng đến nghề trồng loại cây này. Lúc đó, ông đã được cử đến đây nghiên cứu, và ông bắt đầu tìm tòi, khám phá và làm nên sự nghiệp của đời mình như một người khám phá ra virus bằng thực nghiệm.

## Sự nghiệp
Tại Krym và Moldova, ông thấy rằng bệnh khảm lây lan rất nhanh, từ các đốm màu lục nhạt, nhỏ sau lớn dần làm lá thuốc lá úa vàng rồi cả cây héo rũ. Chẳng bao lâu sau thì cả cánh đồng thuốc lá bị héo rũ như lửa đốt. Mọi thứ thuốc chữa bệnh cây do con người chế tạo lúc ấy đều vô hiệu quả.
Ông đem lá cây giã nhỏ, ép lấy dịch lỏng, soi dưới kính hiển vi thì không thấy gì cả. Nhưng khi ông đem dịch này bôi lên các lá lành thì bệnh truyền rất nhanh. Ông thử nuôi cấy để nhân số lượng vi khuẩn soi kính nhưng vẫn vô ích. Ông kiên trì lọc dịch này qua màng lọc vi khuẩn nhưng khi bôi dịch này lên cây,cây vẫn lây bệnh. Bằng thực nghiệm, ông đã tạm rút ra kết luận:
| “ | Chính dịch lọc đó có một chất độc nào đó đã gây nên bệnh khảm | ” |

Ông pha loãng dịch đó ra nhưng thứ nước ấy vẫn gây được bệnh. Vì vậy ông đã có đủ căn cứ để rút ra kết luận:"Bệnh khảm không phải là một chất độc hóa học mà có bản chất của một mầm bệnh sống nhưng có kích thước vô cùng bé, nhỏ hơn cả vi khuẩn nhiều lần, không thể nhìn thấy dưới kính hiển vi quang học thông thường". Năm 1892, ông công bố kết quả nghiên cứu của mình. Đây chính là năm khai sinh ra ngành khoa học mới đó là "khoa học về virus" mà người cha đẻ chính là Ivanovsky.
Năm 1897, nhà bác học người Hà Lan là M.W.Beijerinck mới chính thức đề nghị đặt tên mầm bệnh đó là "virus" (tiếng Latinh có nghĩa là "nọc độc"). Cũng năm này, người ta tìm ra thêm hàng loạt virus gây bệnh khác. Năm 1917, F.H.d'Herelle khám phá ra "thể thực khuẩn" ở virus.
Năm 1930, M.Schleing đã chứng minh rằng "mỗi virus chỉ gồm một phân tử DNA hay RNA bọc trong một vỏ protein". Năm 1935, nhà bác học W.M.Stanley đã làm cho virus kết tinh thành tinh thể.
Nhờ các nhà bác học ấy, và mở đầu là Ivanovsky mà khoa học về virus đã đạt được những thành tưu trên, từ đó đã tìm ra mô hình cấu tạo và phân lập được chúng và khám phá ra nhiều loại virus có hại cho con người.